# Sous chef
Sous chef (nebo také sous-chef) je zástupce šéfkuchaře druhou nejdůležitější osobou v hierarchii kuchyně, který nese zodpovědnost za provoz restaurace v různých ohledech od zásobování, hygieny a oprav, tvorby receptů a menu, až po rozdělení směn, školení nových zaměstnanců a řízení těch stávajících, přijímá také často stížnosti od zákazníků a obecně má na starost péči o ně. Pojmenování vychází z francouzského termínu pro „pod“ někým/něčím.
Každý šéfkuchař může mít těchto zástupců i několik pro různé sektory práce a ti ho také zastupují v jeho nepřítomnosti. Tento pojem ale nelze zaměňovat s titulem „chef de partie“ (anglicky jako „line cook“, kuchař specializovaný na určitá jídla). Do této pozice se typicky nevstupuje přímo, ale je třeba postupně v daném podniku projít hierarchií a naučit se detaily správy kuchyně, případně je třeba pro takovou pozici mít doložitelnou dlouhodobější praxi v oboru. Někdy vyžaduje i odborné vzdělání v oboru gastronomie.